# Кукла 2: Брамс
«Кукла 2: Брамс» (англ. Brahms: The Boy II) — американский фильм ужасов, режиссёра Уильяма Брента Белла, и самостоятельный сиквел фильма «Кукла».

## Сюжет
Лиза и её сын Джуд становятся жертвами нападения грабителей в собственном доме, из-за чего Джуд перестаёт говорить, а Лизу мучают кошмары. Чтобы отвлечь семью от пережитого ужаса, Шон снимает гостевой домик в лесу при особняке Хилшеров, не подозревая о его мрачной истории. Во время первой же прогулки по территории Джуд раскапывает фарфоровую куклу. Кукла настораживает родителей, но благодаря ей их сын начинает говорить. Позже Джуд называет её Брамс — он объясняет, что это имя кукла сказала ему сама. Лизе начинают мерещиться странности рядом с Брамсом, но всё списывается на психоз. Встреча с местным сторожем поместья Джозефом также настораживает её: пёс сторожа, со слов Джуда, не понравился Брамсу, и позже пёс был найден убитым, а рисунки Джуда об этой расправе заставляют Лизу думать, что Джуд помешался. Брамс повторяет свой список старых правил, но к нему прибавляется новый пункт — Джуд и Брамс должны быть вместе навеки. Найденные Лизой рисунки о расправе над родителями исчезают из блокнота, и Шон считает, что у Лизы психоз.
Из-за скандала с матерью Джуд сбегает в особняк Хилшеров, и Лиза находит его там в потайной квартире меж стен, одетого в маску покойного Брамса Хилшера. Пришедший за семьёй Джозеф рассказывает о том, как после самоубийства родителей спятивший Брамс тоже покончил с собой. Пара решает избавиться от куклы, но откладывают это из-за приезда родственников. Во время прогулки детей Джуд, глядя на куклу, позволяет своему старшему кузену упасть на острый кол, серьёзно ранив его. Того везут в больницу, а Лиза, не получив внятного ответа от сына, ищет информацию о кукле через интернет.
Шон в баре рассказывает случайному прохожему о том, что он снял домик около особняка Хилшеров, и тот в ответ со смехом поведал ему историю о спятившем новом владельце по имени Джозеф. Понимая, что сторож и есть новый владелец, и что он как-то причастен к произошедшему, Шон спешит назад к семье. Лиза выясняет, что до Хилшеров кукла побывала во многих семьях, история которых заканчивалась трагически: дети убивали родителей и обвиняли в этом куклу. Появляется Джозеф и рассказывает о том, как купил поместье, и о том, как голоса велели ему восстановить разбитую куклу Брамса. Лиза оглушает сторожа и бежит в особняк, где находит Джуда в зловещей маске с ружьём в руках. Появляется Шон и разбивает куклу, что освобождает Джуда от влияния зла. Однако кукла оживает и убивает Джозефа, но в итоге Джуд бросает Брамса в печь.
Фильм заканчивается сценой, в которой Лиза укладывает Джуда спать, однако тот, прежде чем уснуть, надевает маску Брамса и желает тому спокойной ночи.

## В ролях
| Актёр             | Роль           |
| ----------------- | -------------- |
| Кэти Холмс        | Лиза           |
| Ральф Айнесон     | Джозеф         |
| Анджали Джай      | доктор Лоуренс |
| Оуайн Йомен       | Шон            |
| Кристофер Конвери | Джуд           |
| Фабио Уильям      | Брамс          |

## Производство
В октябре 2018 года было объявлено, что Кэти Холмс присоединилась к актёрскому составу фильма, когда Уильям Брент Белл вернулся для того, чтобы снять сиквел. В ноябре 2018 года Кристофер Конвери, Ральф Айнесон и Оуайн Йомен присоединились к актёрскому составу нового фильма.

### Съёмки
Основные съёмки начались в январе 2019 года и завершилась в марте этого же года. Фильм был снят в Виктории на острове Ванкувер, расположенном в Британской Колумбии, Канада.

## Релиз
Ранее датой выпуска считалось 26 июля 2019 года, однако было решено не соперничать с другими фильмами ужасов о куклах — «Детскими играми» и «Проклятьем Аннабель 3» и перенести премьеру на 6 декабря 2019 года. Релиз фильма состоялся 21 февраля 2020 года.